# Kwajalein
Kwajalein é um dos maiores atóis de coral do mundo, localizado na República das Ilhas Marshall, no Oceano Pacífico, 3200 km a sudoeste do Havaí. A maior das ilhas, localizada no extremo sul do atol, é a Ilha de Kwajalein, que abriga uma grande base militar dos Estados Unidos da América, criada depois da II Guerra Mundial.
Ele é composto de 97 ilhas, com uma área terrestre total de 16,4 km² que envolvem um dos maiores lagos do mundo, numa área marítima de 2174 km². A população da ilha de Kwajalein, a maior e mais conhecida do atol com o qual divide o nome, é de cerca de 2500 habitantes, a maioria de norte-americanos, mais um pequeno número de nativos das Ilhas Marshall e cidadãos de outras nacionalidades, que receberam permissão do exército para viver ali. No entanto, a mais habitada é Ebeye, com cerca de 12000 residentes num pequeníssimo espaço disponível.
O principal meio de locomoção é a bicicleta e a moradia no local é gratuita para o pessoal estabelecido a trabalho na ilha. A grande lagoa do atol é bastante procurada por praticantes de mergulho e exploradores de destroços navais, com uma grande quantidade de cascos de navios de guerra japoneses, aviões e até do cruzador alemão Prinz Eugen, que ali foi afundado em 1946, após - como presa de guerra - participar como cobaia dos primeiros testes atômicos norte-americanos no Pacífico.
A ilha de Ebeye é a mais populosa do atol, com 12 mil habitantes nativos das Marshall vivendo numa área de apenas 0,32 km², que faz deste pequeno pedaço de terra no Pacífico um dos mais densos centros populacionais do mundo.

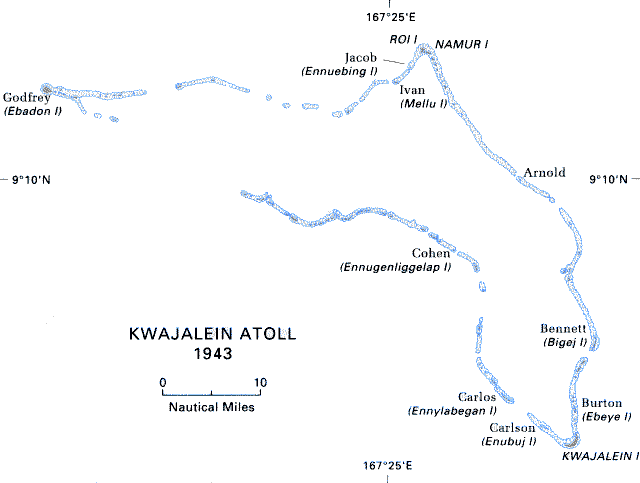
Mapa do atol com nomes de código dos locais usados na II Guerra Mundial

O atol de Kwajalein é uma referência histórica por ser o local de uma das mais sangrentas batalhas da Segunda Guerra Mundial, a Batalha de Kwajalein, travada entre japoneses – então seus ocupantes – e norte-americanos em fevereiro de 1944 pelo controle do atol, que resultou na morte de mais de 8.000 soldados japoneses, americanos, trabalhadores coreanos e ilhéus e trouxe uma completa destruição, causada pelo mais concentrado bombardeio naval de toda a guerra, às ilhas de Kwajalein e  Roi-Namur.

## Centro de testes militares

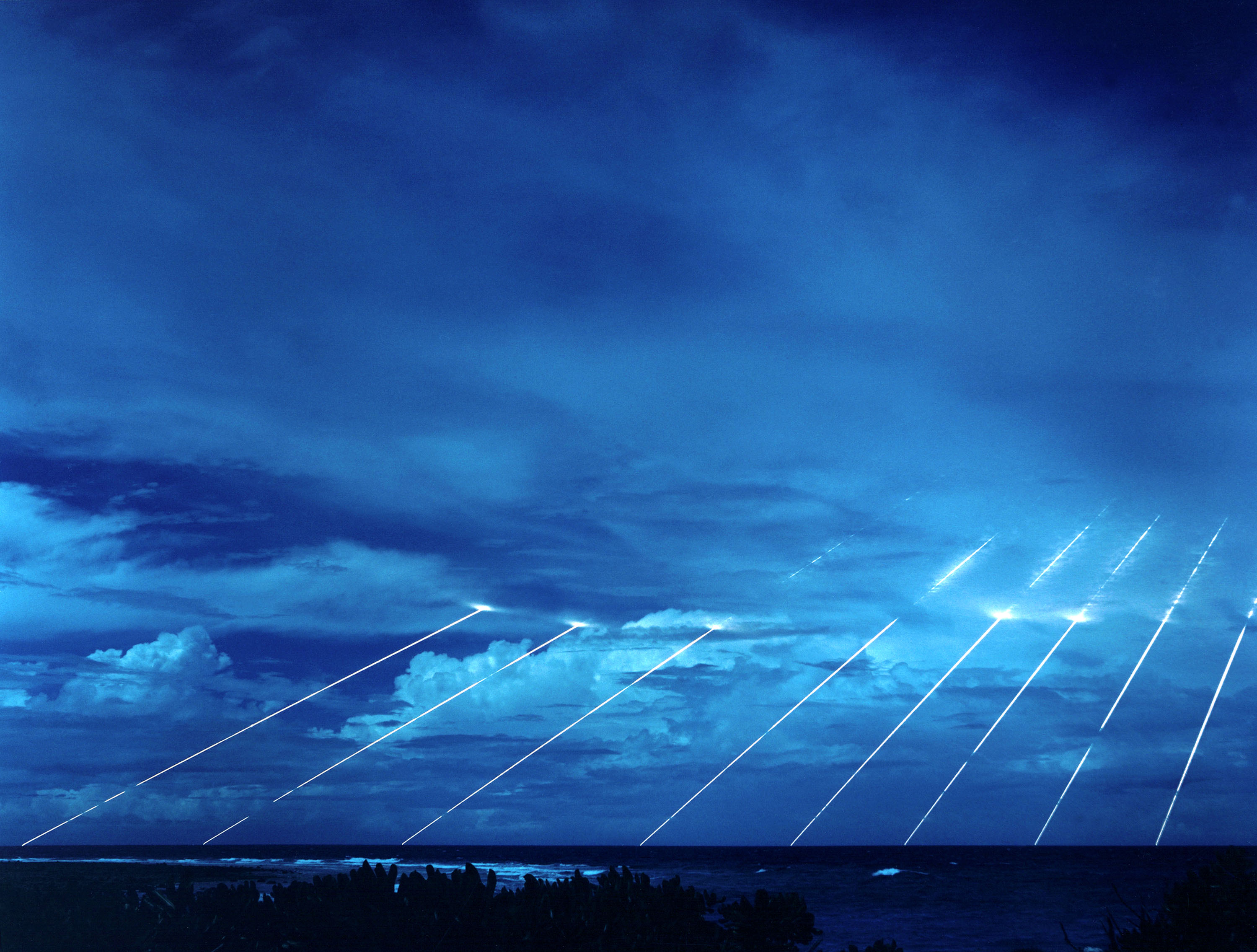
Teste de mísseis balísticos em Kwajalein.

Desde 1944, quando as tropas americanas capturaram Kwajalein dos japoneses, o atol tem sido usado com fins militares pelo exército. Apesar de escapar do destino de alguns de seus vizinhos como Bikini e Enewetak - durante os anos 40 e 50 usados como sítio de testes nucleares -  Kwajalein faz parte de um cinturão de ilhas usadas para testes de mísseis balísticos e tem grande infraestrutura militar para radares óticos, telemetria e comunicação por satélite,  possuindo uma das três grandes antenas baseadas em terra que dão apoio global ao sistema GPS de navegação e localização (as outras duas estão nas ilhas de Diego Garcia e Ascensão).
1. ↑  «McGrath Images - Locations - Kwajalein - General Information». www.mcgrathimages.com. Consultado em 11 de outubro de 2020